# جایزه بزرگ فرانسه ۱۹۶۲
جایزه بزرگ فرانسه ۱۹۶۲ (انگلیسی: ‎1962 French Grand Prix‎) یک مسابقهٔ موتوری در رشتهٔ اتومبیل‌رانی فرمول یک بود که در تاریخ ۸ ژوئیهٔ ۱۹۶۲ در قوایه-لیس-سارتس واقع در روان، فرانسه برگزار شد. این گراند پری در میان ۹ گراند پری در فصل ۱۹۶۲، مسابقهٔ شمارهٔ ۴ بود.
در این مسابقه که در ۵۴ دور و به مسافت ۳۵۳٫۲۶۸ کیلومتر (۲۱۹٫۵۱۱ مایل) برگزار شد، پول پوزیشن توسط جیم کلارک کسب شد و سریع‌ترین زمان برای طی یک دور پیست که برابر با ۲:۱۶٫۹ بود نیز توسط گراهام هیل به ثبت رسید.
دن گرنی از تیم پورشه، تونی مگز از تیم کوپر-کلیمکس و ریچی گینتر از تیم بی‌آرام به‌ترتیب مقام‌های اول تا سوم مسابقه را کسب کردند.

## رده‌بندی قهرمانی پس از مسابقه
|       | جایگاه | راننده      | امتیاز |
| ----- | ------ | ----------- | ------ |
|       | ۱      | گراهام هیل  | ۱۶     |
|       | ۲      | فیل هیل     | ۱۴     |
| ۱     | ۳      | بروس مک‌لارن | ۱۲     |
| ۱     | ۴      | جیم کلارک   | ۹      |
| ۱۸    | ۵      | دن گرنی     | ۹      |
| منبع: |        |             |        |

|       | جایگاه | سازنده       | امتیاز |
| ----- | ------ | ------------ | ------ |
|       | ۱      | بی‌آرام       | ۲۰     |
| ۲     | ۲      | کوپر-کلیمکس  | ۱۷     |
| ۱     | ۳      | لوتوس-کلیمکس | ۱۵     |
| ۱     | ۴      | فراری        | ۱۴     |
| ۱     | ۵      | پورشه        | ۱۲     |
| منبع: |        |              |        |

یادداشت
- تنها پنج جایگاه نخست از هر رده‌بندی نمایش داده شده‌است.